# Le Soliat
Le Soliat är en bergstopp i Schweiz. Den ligger i kantonen Neuchâtel, i den västra delen av landet, 50 km väster om huvudstaden Bern. Toppen på Le Soliat är 1 464 meter över havet. Le Soliat ingår i Jurabergen.